# Линейни кораби тип „Андреа Дория“
Андреа Дория (на италиански: Andrea Doria, D'Oria) са серия италиански линейни кораби от времето на Първата световна война. Те са подобрен вариант на типа „Конте ди Кавур“. Всичко от проекта са построени 2 единици: „Андреа Дория“ (на италиански: RN Andrea Doria (GR 104)) и „Кайо Дуилио“ (на италиански: RN Caio Duilio).

## Конструкция
Корабите от типа „Андреа Дория“, основно, повтарят своите предшественици – типа „Конте ди Кавур“, но имат редица съществени различия.
Макар общото разположение да остава предишното, конструкторите се отказват от пълната симетричност на носовата и кърмовата части и разполагат фокмачтата пред комина.
Полубакът става по-къс – той завършва веднага зад предния комин. В него се разполагат предните батареи на противоминния калибър. Кърмовите батареи са пренесени с едно ниво по-надолу, под горната палуба. Също така с едно ниво по-надолу е спусната централната кула на главния калибър. Благодарение на това центъра на тежестта на кораба се снижава, което подобрява неговата устойчивост, обаче нискоразположените противоминни оръдия започват още по-силно да се заливат с вода. Освен това, намаляването на полубака води до намаляване на броя на каютите и съответно влошава обитаемостта.
Линкорите от типа „Андреа Дория“ имат 20 котела – 12 със смесено и 8 с нефтено отопление, запасът от въглища е 1476 тона, а на нефт – 845 тона. Далечината на плаване на пълен ход (21,5 възела) е 1000 мили, на економичен (10 възела) – 4800 мили.

### Артилерия
Оръдията на главния калибър – 305 мм – са разположени в три триоръдейни кули и в две издигнати, двуоръдейни, далечината на стрелба на оръдията на ГК е 24,8 км, боезапасът и е 70 снаряда на ствол, т.е. общо 910 снаряда. Напред и назад могат да стрелят по 5 оръдия, по борда – всичките 13.
Противоминният калибър включва 16 оръдия с калибър 152 мм (срещу 18×120 мм на типа „Конте ди Кавур“) с боекомплект по 215 снаряда на ствол.

### Брониране
Дебелината на главния броневи пояс, с височина 2,8 м е 250 мм. В долната си част той изтънява до 170 мм, към носа е 80 мм, към кърмата е 130 мм. Вторият броневи пояс, с височина 2,3 м е 220 мм. Той се намира над първия. Носовата траверса е дебела 130 мм, кърмовата, от горната до средната палуба е 130 мм, а от средната до долната – 76 мм.
Бронирането на горната палуба е частично – 32 мм – само над казематите на спомагателния калибър. Средната бронева палуба е с дебелина 30 мм. Долната палуба – 75 – 100 мм.
Бронирането на кулите на главния калибър е: чело – 280 мм, стени – 240 мм, барбети – 230 мм.

## Представители
| Название       | Място на построяване           | Заложен             | Спуснат на вода  | Влизане в строй | Съдба                                                               |
| -------------- | ------------------------------ | ------------------- | ---------------- | --------------- | ------------------------------------------------------------------- |
| „Андреа Дория“ | Арсенал, Специя                | 24 март 1912 г.     | 30 март 1913 г.  | 13 март 1916 г. | През 1942 г. е изваден в резерва.                                   |
| „Кайо Дуилио“  | Ансалдо, Кастеламаре ди Стабия | 24 февруари 1912 г. | 24 април 1913 г. | 10 май 1915 г.  | През 1942 г. е изваден в резерва. През 1957 г. е предаден за скрап. |

## Модернизация след 1930 г.
След линкорите от типа „Конте ди Кавур“, в периода 1937 – 1940 г. и линкорите „Андреа Дория“ и „Кайо Дуилио“ са подложени на аналогична дълбока модернизация на машините, оръжията и архитектурата. При това се отчита опита от предшествениците и новите достижения във военната техника, за това обновените кораби се отличават от „Джулио Чезаре“ и „Конте ди Кавур“ още по-силно, отколкото при построяването им.
Носовата част е надстроена напред със замяна на форщевена (за разлика от „Конте ди Кавур“, старият форщевен е отрязан). Средната кула е снета, разполагайки на нейното място новите машини и комини. Корабите получава кулоподобна предна надстройка със съвременен облик (по-висока, отколкото на типа „Конте ди Кавур“).
Оръдията на главния калибър са разточени до 320 мм, при това, поради намаляването на дебелинат на стените на цевите, началната скорост на снаряда се налага да бъде снижена.
Вместо предишните противоминни оръдия са поставени новите 135-мм оръдия в 4 триоръдейни кули отстрани на носовата надстройка.
На корабите от типа „Андреа Дория“ е поставена зенитна артилерия за далечна стрелба, аналогична на по-късния тип „Литорио“. Тя се състои от новоразработените 90-мм оръдия „Ансалдо“ в 10 едностволн закрити установки странично в централната част на корпуса.
Модернизацията включва също така усилване на бронирането и поставянето на противоторпедна защита система „Пулиезе“.

## История на службата

### „Андреа Дория“
Влиза в строй на 13 март 1916 г.
През Първата световна война линкорът действа в Южна Адриатика и в Черно море.
По време на Втората световна война „Андреа Дория“ съпровожда конвои и участва в някои от сраженията. През 1942 г. е изваден в резерва, а след това корабът се предава на англичаните.

### „Кайо Дуилио“
Влиза в строй на 10 мая 1915 г.
От 1941 година линкорът участва в рейдовете срещу английските конвои в Средиземно море, а също съпровожда италианските конвои.
През 1942 г. е изваден в резерва. Предава се на съюзниците през септември 1943 г. До 1957 г. се използва като учебен кораб, а след това е разкомплектован за метал.